# Escuela Superior Huejutla
La Escuela Superior Huejutla (ESHu) es una institución de educación media superior y superior, dependiente de la Universidad Autónoma del Estado de Hidalgo. Ubicada en el municipio de Huejutla de Reyes, en el estado de Hidalgo, México.

## Historia
La Escuela Superior Huejutla, nace el 20 de enero de 2003, con dos grupos de la Licenciatura en Derecho y el 28 de julio del mismo año, se iniciaron las Licenciaturas en Administración y Sistemas Computacionales. En 2014 inicio actividades el Bachillerato general y en 2015 la Licenciatura en Médico cirujano. El 7 de diciembre de 2015, el Instituto Federal de Telecomunicaciones (IFT) otorgó a favor de la UAEH, una concesión para operar una estación de radio. El 22 de febrero de 2017 la Radio Universidad Huejutla 99.7 FM (XHHRH-FM), inicio transmisiones.

## Oferta educativa
La oferta educativa de la Escuela Superior Huejutla es:
- Nivel medio superior
  - Bachillerato general
- Nivel superior
  - Licenciatura en Administración
  - Licenciatura en Derecho
  - Licenciatura en Ciencias Computacionales
  - Licenciatura en Enfermería
  - Licenciatura en Médico cirujano

## Directores
- Salomón Monterrubio Lara (2010-2013)[12]
- Enrique Espinoza Aquino (2013-2015)
- Daniel Ramírez Rico (2015-2016)[13]
- Enrique Espinoza Aquino (2016-2017)[14]
- Hugo Rafael Casañas Hernandez (2017-2022)[15]

## Campus
Se encuentra ubicada en el Parque de Poblamiento Solidaridad, tiene una extensión de 49 782.50 m². Cuenta con 5 módulos, dos de ellos para docencia, uno con doce aulas y el otro con veinte. Existe otro módulo central, el cual alberga a la dirección, oficinas administrativas, aula virtual, sala de maestros, oficina de sociedad de alumnos, sala de usos múltiples. También hay otro módulo donde se encuentra la biblioteca, sala audiovisual, laboratorios de cómputo, cafetería y oficinas. Así mismo la Escuela cuenta con un auditorio con capacidad para más de 200 personas.